# Cladothela boninensis
Espèce
Cladothela boninensis est une espèce d'araignées aranéomorphes de la famille des Gnaphosidae.

## Distribution
Cette espèce est endémique de l'archipel d'Ogasawara au Japon,.

## Description
Le mâle décrit par Kamura en 1991 mesure 7,70 mm et la femelle 9,10 mm.

## Étymologie
Son nom d'espèce, composé de   et du suffixe latin -ensis, « qui vit dans, qui habite », lui a été donné en référence au lieu de sa découverte, les îles Bonin.

## Publication originale
- Kishida, 1928 : On spiders 1. Rigaku-kai, vol. 26, no 10, p. 28-33.